# Јири Лосман
Стокхолм, Шведска
Јири Лосман (ест. Jüri Lossmann; 1898 — 1983) је бивши естонски атлетичар тркач на дуге стазе. Био је члан АК Калин из Талина.
Лосман је по занимању био златар. У Првом светском рату био је рањен. У почетку, он није бавио такмичарским спортом. Године 1916 био је руски првак у трци на 5.000 метара. Између 1919. и 1924. био је пет пута првак на 5.000 и 10.000 метара.
Био је у олимпијској екипи на првим Олимпијским играма на којима је Естонија самостално учествовала 1920 у Антверпену и освојио прву олимпијску медаљу за Естонију.
Такмичио се у две тркачке дисциплине 10.000 метара и маратону. У маратону је стигао други 2:32:49. Победник, Ханес Колехмаинен из Финске био је у финишу бржи за 13 секунди. У полуфиналу трке на 10.000 је одустао.
Учествовао је и у маратонској трци 1924. у Паризу и пласирао се на 10 место.
Пре него што је Совјетски Савез окупирао Естонију 1944 он је побегао у Шведску, где је живео у изганству до своје смрти. Тамо је био цењен златар и кујунџија. У 1964. је направио сребрни пехар као поклон заједнице естонских избеглица краљу Шведске Густаву VI. Адолфу.